# Sarah Barrow
Sarah Ellen Barrow (Plymouth, 22 de octubre de 1998) es una deportista británica que compitió en saltos de plataforma.
Ganó tres medallas en el Campeonato Europeo de Natación entre los años 2012 y 2014.
Participó en dos Juegos Olímpicos de Verano, en los años 2012 y 2016, ocupando el quinto lugar en Londres 2012, en la prueba sincronizada.

## Palmarés internacional
| Campeonato Europeo | Campeonato Europeo       | Campeonato Europeo | Campeonato Europeo     |
| Año                | Lugar                    | Medalla            | Prueba                 |
| ------------------ | ------------------------ | ------------------ | ---------------------- |
| 2012               | Eindhoven (Países Bajos) | Medalla de oro     | Plataforma 10 m sincro |
| 2013               | Rostock (Alemania)       | Medalla de plata   | Plataforma 10 m sincro |
| 2014               | Berlín (Alemania)        | Medalla de oro     | Plataforma 10 m        |